# Oxyconger leptognathus
Oxyconger leptognathus är en fiskart som först beskrevs av Bleeker, 1858.  Oxyconger leptognathus ingår i släktet Oxyconger och familjen Muraenesocidae. Inga underarter finns listade i Catalogue of Life.